# Tabraiz Shamsi
Tabraiz Shamsi (* 18. Februar 1990 in Johannesburg, Südafrika) ist ein südafrikanischer Cricketspieler, der seit 2016 für die südafrikanische Nationalmannschaft spielt.

## Aktive Karriere
Zunächst spielte er in mehreren Teams im nationalen südafrikanischen Cricket, unter anderem für KwaZulu-Natal Inland, bevor er bei den Easterns einen Platz fand. In der Caribbean Premier League erhielt er dann zur Saison 2015 einen Vertrag bei den St Kitts and Nevis Patriots. Bei der Sunfoil Series 2015/16 führte er die Titans dann zum Sieg, bevor er bei der Indian Premier League 2016 als Ersatz für Samuel Badree bei den Royal Challengers Bangalore einen Platz fand. Daraufhin gab er dann sein Debüt in der Nationalmannschaft in einem ODI-Drei-Nationen-Turnier in den West Indies  gegen Australien. Ebenfalls gegen Australien konnte er im Oktober 3 Wickets für 36 Runs erzielen. In der Serie erhielt er auch eine Geldstrafe, nachdem er mit Matthew Wade verbal aneinandergeraten war. Im November gab er dann in Australien sein Test-Debüt. Zunächst konnte er sich jedoch nicht im Team etablieren. Im Sommer 2017 gab er sein Twenty20-Debüt in England. Bei der Tour in Sri Lanka im Juli 2018 erzielte er zunächst 3 Wickets für 91 Runs im ersten Test. Im ersten ODI gelangen ihm dann 4 Wickets für 33 Runs, wofür er als Spieler des Spiels ausgezeichnet wurde. Im Januar 2019 erreichte er in den ODIs gegen Pakistan 3 Wickets für 56 Runs. Beim Cricket World Cup 2019 erhielt er zwar zwei Einsätze, konnte jedoch kein Wicket erzielen. Jedoch trat nach dem Turnier Imran Tahir zurück und Shamsi stieg zum wichtigsten Spinner für Südafrika in den kurzen Formaten auf.
In der ODI-Serie gegen England im Februar 2020 erzielte er dann 3 Wickets für 38 Runs. Ebenfalls gegen England konnte er bei der Twenty20-Serie im November 2020 3 Wickets für 19 Runs erreichen. Im Februar folgten dann 4 Wickets für 25 Runs im dritten Twenty20 in Pakistan. Daraufhin schob er sich auf Platz zwei der Twenty20-Bowling-Weltrangliste des Weltverbandes vor. Im Sommer 2021 erzielte er dann in Irland in den ODIs drei Wickets (3/46) und den Twenty20s einmal vier Wickets (4/27) und einmal drei Wickets (3/14). Im September konnte er dann in Sri Lanka zunächst in den ODIs ein Fife-for über 5 Wickets für 49 Runs erzielen. In der Twenty20-Serie folgte dann 3 Wickets für 20 Runs im zweiten Spiel. Daraufhin wurde er für den ICC Men’s T20 World Cup 2021 nominiert, wobei er gegen Sri Lanka 3 Wickets für 17 Runs erreichte und dafür als Spieler des Spiels ausgezeichnet wurde. bei der Tour in England im Sommer 2022 erreichte er dann in den Twenty20s erst 3 Wickets für 27 Runs, bevor er im abschließenden Spiel 5 Wickets für 24 Runs erzielte, wofür er als Spieler des Spiels ausgezeichnet wurde. Für die Caribbean Premier League 2022 erhielt er einen Vertrag mit den Guyana Amazon Warriors. Beim ICC Men’s T20 World Cup 2022 speitle er zwei Spiele und konnte dabei unter anderem gegen Bangladesch 3 Wickets für 20 Runs erzielen.